# Вільгельм фон Біла

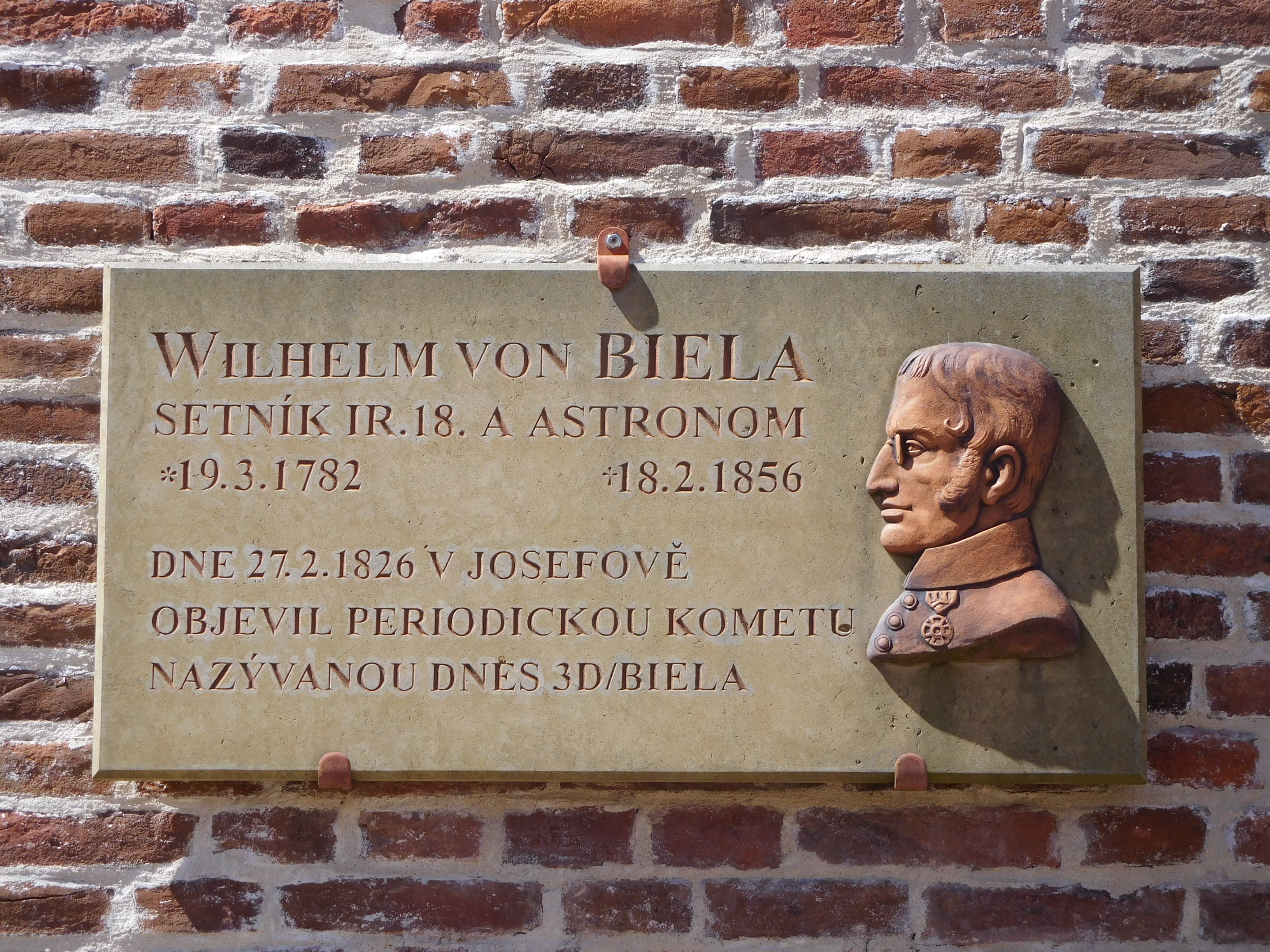
Меморіальна дошка у Фортеця Йозефов

Барон Вільгельм фон Біла, або В. Бієла (нім. Wilhelm Freiherr von Biela; 19 березня 1782 — 18 лютого 1856) — німецько-австрійський військовий офіцер і астроном-любитель.

## Біографія
Вільгельм фон Біла народився в Рослі, Гарц (Північна Німеччина). Він був нащадком відомого протестантського дворянського роду, який походив з території сучасної Чехії і був вигнаний у Саксонію після того, як його главу Фрідріха фон Білу стратили в Празі в 1621 році під час релігійних воєн того періоду. Вільгельм фон Біла був останнім членом своєї гілки цього роду.
Завершивши навчання у військовому коледжі в Дрездені, Біла в 1802 році приєднався до Австрійської армії кадетом у піхотному полку «Граф Стюарт» № 18. Він дослужився до чину капітана гренадерів і брав участь у низці військових кампаній проти Наполеона між 1805 і 1809 роками та пізніше. У 1813 році він був ад'ютантом генерала Мервельдта в битві під Лейпцигом, де був поранений.
У 1815 році Біла поїхав до Праги, де почав вивчати астрономію під керівництвом Алоїза Мартіна Давида. Пізніше служив в Італії і був призначений комендантом міста Ровіго.
У галузі астрономії спеціалізувався на спостереженні й обчисленні орбіт комет. Крім того, Біла провів кілька спостережень сонячних плям і опублікував низку статей, переважно в журналі Astronomische Nachrichten, присвячених руху комет, теоретичним міркуванням про комети, які «падають на Сонце», Тихо Браге та покриттю зір Місяцем. Також Біла опублікував роботу про обертання планет під назвою Die zweite grosse Weltenkraft, nebst Ideen über einige Geheimnisse der physischen Astronomie, oder Andeutungen zu einer Theorie der Tangentialkraft (Прага, 1836). У передмові він зазначив, що, хоча твір є плодом багаторічних досліджень, його можна прочитати за пів години.
Біла самостійно відкрив дві комети, уже знайдені іншими астрономами (зокрема Велику комету 1823 року, C/1823 Y1), і зробив одне власне незалежне відкриття — періодичну комету Біли, яка згодом розділилася на дві частини й розпалася. На його честь названо також місячний кратер Біла.
Про особисте життя Біли відомо відносно небагато: він був одружений з Анною (Едле фон Валленштерн). Подружжя мало доньку Емілі фраїн фон Біла, яка народилася в 1820 році й була одружена в Ровіго з Моріцем, графом Форгахом, офіцером австрійської піхоти, від якого мала двох дітей.
У 1840-х роках Біла вийшов у відставку й оселився у Венеції, де помер у 1856 році.
На його честь названо астероїд головного поясу 2281 Біла.

## Зауваження про титули
Зауваження щодо особистих імен: фрайгер (Freiherr) — колишній шляхетський титул, зазвичай перекладається як барон. У Німеччині з 1919 року є частиною прізвищ. Жіночі відповідники — фрайфра́у (нім. Freifrau, МФА: [ˈfʁaɪˌfʁaʊ], «вільна пані»; скорочено: Frfr); для неодружених — фраїн (нім. Freiin, МФА: [ˈfʁaɪ.ɪn], «вільна панянка»).